# Ernst Klement
Ernst Klement (* 10. Mai 1914 in Zlabings, Mähren; † 12. Februar 2002 in Trier) war ein deutscher Hammerwurf-Trainer.

## Leben
Nach Einsätzen während des Zweiten Weltkriegs und dreijähriger Kriegsgefangenschaft in den USA kehrte er nach Europa zurück und wurde in Trier ansässig, wo er als Lehrer für Sport und Französisch am Max-Planck-Gymnasium arbeitete. Mit dem amerikanischen Basketball in Berührung gekommen, gründete er im örtlichen Sportverein TV Germania Trier eine eigene Basketballabteilung, aus der sich später der Basketball-Bundesligaclub TBB Trier entwickelte.
Mit der Zeit begann er sich als Sporttrainer für den komplizierten Bewegungsablauf des Hammerwurfs zu interessieren. Dabei entwickelte er eine neue Wurftechnik, den sogenannten Drei-Phasen-Abzug, mit dem er in den 1970er Jahren den Hammerwurf revolutionierte. Seinem Schützling Karl-Hans Riehm gelang es beim Rehlinger Pfingstsportfest am 19. Mai 1975, mit der neuen Technik bei allen sechs Würfen über der alten Weltrekordmarke zu liegen und den Weltrekord in einem Wettkampf insgesamt dreimal auf schließlich 78,50 m zu verbessern. Bis zum Herbst 2001 war Ernst Klement als Trainer und Förderer junger Athleten in seinem Heimatverein TV Germania Trier tätig.
Zu seinen Schülern gehörten die Werfer Karl-Hans Riehm, Heinz Weis und Christoph Sahner. Seit 2003 wird in Trier ein regionales Hammerwurfmeeting, das Ernst-Klement-Memorial, veranstaltet.